# American Express - TED Open 2012
L'American Express - TED Open 2012 è stato un torneo professionistico di tennis maschile giocato sul cemento. È stata la 25ª edizione del torneo, facente parte dell'ATP Challenger Tour nell'ambito dell'ATP Challenger Tour 2012. Si è giocato a Istanbul in Turchia dal 10 al 16 settembre 2012.

## Partecipanti

### Teste di serie
| Nazionalità | Giocatore          | Ranking* | Testa di serie |
| ----------- | ------------------ | -------- | -------------- |
| Tunisia     | Malek Jaziri       | 89       | 1              |
| Stati Uniti | Rajeev Ram         | 95       | 2              |
| Slovenia    | Grega Žemlja       | 99       | 3              |
| Stati Uniti | Michael Russell    | 107      | 4              |
| Germania    | Matthias Bachinger | 115      | 5              |
| Russia      | Igor' Kunicyn      | 126      | 6              |
| Slovacchia  | Karol Beck         | 143      | 7              |
| Russia      | Dmitrij Tursunov   | 144      | 8              |

- 1 Ranking al 27 agosto 2012.

### Altri partecipanti
Giocatori che hanno ricevuto una wild card:
- Haluk Akkoyun
- Durukan Durmus
- Baris Erguden
- Efe Yurtacan

Giocatori che sono passati dalle qualificazioni:
- Maximilian Abel
- Lewis Burton
- Riccardo Ghedin
- James McGee

## Campioni

### Singolare
- Dmitrij Tursunov ha battuto in finale  Adrian Mannarino, 6–4, 7–6(5).

### Doppio
- Karol Beck /  Lukáš Dlouhý hanno battuto in finale  Adrián Menéndez Maceiras /  John Peers, 3–6, 6–2, [10–6].